# Климент IV
Вижте пояснителната страница за други личности с името Гуидо.
Климент IV, роден около 1200 г. в Сен Жил (Франция), е бил папа от 5 февруари 1265 г. до смъртта си на 29 ноември 1268 г.

## Рождено място, образование и кариера
Папа Климент IV е роден в края на 12 век във френското градче Сен Жил под името Гуидо Фулкодии. Гуидо тръгва по стъпките на баща си Пиер, потомък на богата благородна фамилия и юридически съветник на графа на Тулуза. След успешното си дипломиране в Париж и няколкогодишна адвокатска дейност в университетския град той продължава кариерата си в родния си град като съдия и съветник на Абата на Сен Жил. Няколко години след това е поканен лично от френския крал Луи IX да постъпи на служба в кралския двор. Данни за юридическата дейност на Гуидо намираме в голям брой документи. Той участва активно в съставянето на статутите на Сен Жил, написва няколко правни коментара и е активен съветник на провансалските инквизитори, за които пише известния трактат с отговори на често задавани въпроси, свързани с юрисдикцията на инквизиторите.

## Църковна кариера
Поврат в живота на Гуидо Фулкодии внася смъртта на съпругата му с която имат няколко деца. След това трагично събитие Гуидо приема духовен сан и така започва бързото му изкачване в църковната йерархия. През 1257 г. той е помазан за епископ на Ле Пюи-ен-Велай, 1259 г. става архиепископ на Нарбон и през 1261 г. е вече кардинал-епископ на Санта Сабина. През 1263 г. поема ръководството на папската Пенитенциариа.

## Понтификат
На 5 февруари 1265 г. в Перуджа кардиналите избират Гуидо Фулкодии за нов папа. По време на управлението си Климент предприема решителни действия за укрепване влиянието на Църквата. В съюз с Карл I Анжуйски, брата на френския крал, папата се стреми да разгроми окончателно наследника на император Фридрих II – Конрадин, заедно с неговите съюзници, като в крайна сметка довежда борбата докрай. С пълна сила се водят преговори с византийския император Михаил VIII Палеолог за присъединяването му към католическата църква, но мечтите на папата не се сбъдват. Също така се отдалечават и надеждите на Църквата относно възстановяването на Латинската империя и за възвръщането на Свещената земя. Опитите на Карл Анжуйски да покори Византия остават напразни, а така очаквания кръстоносен поход на френския крал Луи IX все не може да бъде организиран.

## Смърт и надгробен паметник
На 28 (или 29) ноември 1268 г. почива папа Климент IV във Витербо. Сегашният му гроб, след няколко трагични премествания, се намира в базиликата „Сан Франческо ала Рока“.